# Thio (Bénin)
Cet article concerne un arrondissement au Bénin. Pour la commune en Nouvelle-Calédonie, voir Thio.
Thio est l'un des cinq arrondissements de la commune de Glazoué dans le département des Collines au Bénin.

## Géographie
L'arrondissement de Thio_(Bénin) est situé au nord-ouest du Bénin et compte 8 villages que sont Abessouhoue, Agouagon, Akomya, Assromihoue, Bethel, Hoko, Kpassali et Riffo.

## Démographie
Selon le recensement de la population de 2013 conduit par l'Institut national de la statistique et de l'analyse économique (INSAE), Thio_(Bénin) compte 11947 habitants  .